# نهر كومبق
نهر كومبق (بالملايوية: Sungai Gombak)‏ هو نهر يتدفق عبر سلاغور وكوالالمبور في ماليزيا. وهو أحد روافد نهر كلاغ. النقطة التي يلتقي فيها نهر كلاغ هي أصل اسم كوالالمبور.
كان يُطلق على نهر كومبق اسم سونغاي لامبور. تم أخذ اسم كوالالمبور لأنه كان يقع في ملتقى سونغاي لامبور أو «كوالالمبور».

## المدن على طول حوض النهر
- كومبق
- سيتاباك
- بادانج بالنج
- باتو
- تامان ملاواتي، كوالالمبور
- وانجسا ماجو
- سينتول
- تيتيوانجسا
- وسط مدينة كوالالمبور
  - مركز التجارة العالمي في كوالالمبور
  - بندرايا
  - جالان كوتشينج
  - جالان تار
  - المسجد الجامع